# Jadwiga Sarama
Jadwiga Sarama z domu Ryniak (ur. 1921, zm. 2009) – polska nauczycielka.

## Życiorys

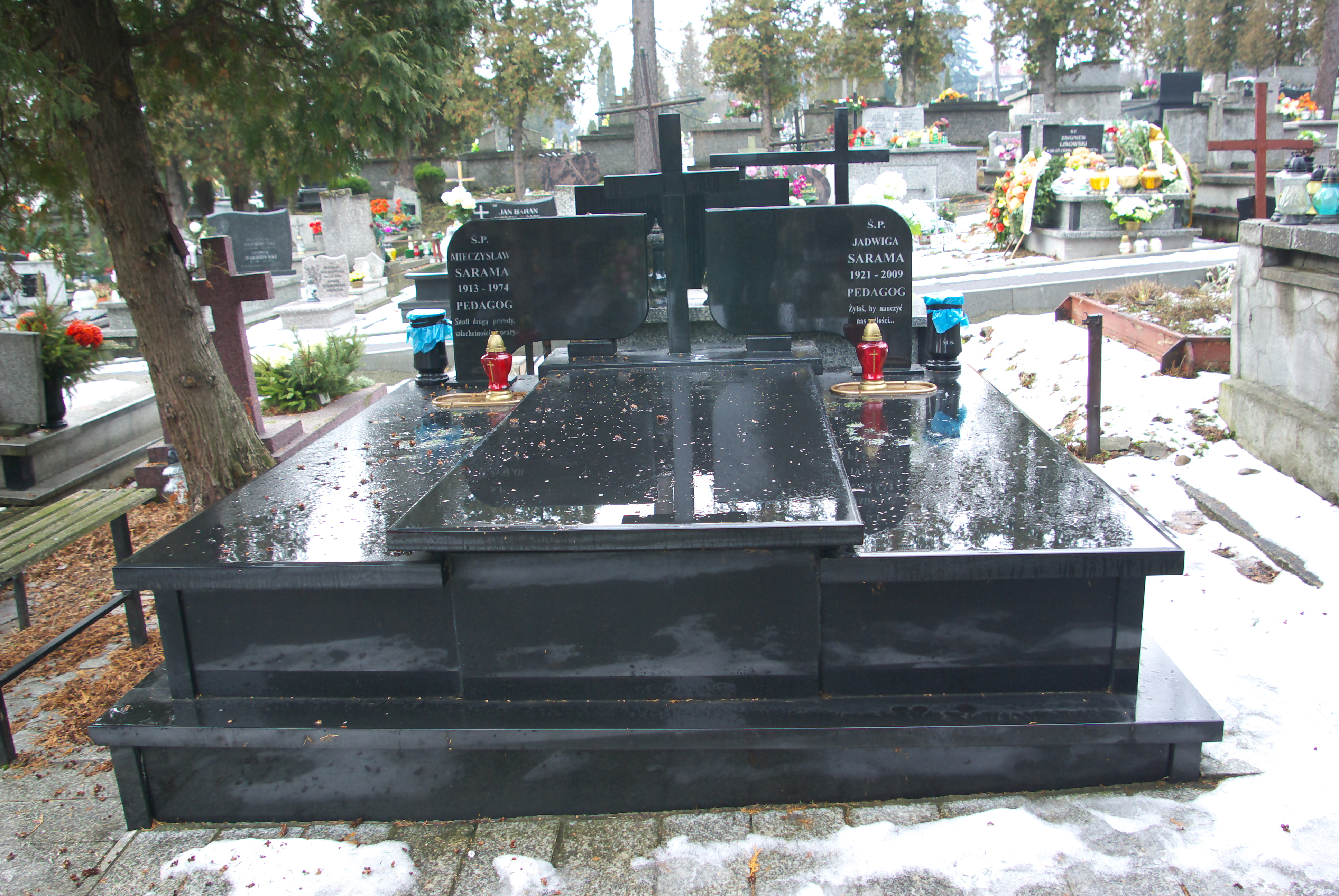
Grobowiec Jadwigi i Mieczysława Sarama

Córka Józefa Ryniaka i Katarzyny z domu Ząbkiewicz. Miała siostrę Zofię (po mężu Brzęk, nauczycielka w Brzozowie) oraz braci Mirosława i Teodora.
Pracę w szkolnictwie rozpoczęła ok. 1948. Była nauczycielką języka rosyjskiego oraz języka niemieckiego. Po utworzeniu Szkoły Podstawowej nr 4 w Sanoku sprawowała stanowisko jej dyrektora od 1965 do 1978. 
Jej mężem był Mieczysław Sarama (1913-1974), także nauczyciel i pedagog, inspektor szkolny, kierownik ośrodka wychowawczego w Sanoku.
Oboje zostali pochowani w grobowcu rodzinnym na Cmentarzu Centralnym w Sanoku.

## Odznaczenia
- Krzyż Kawalerski Orderu Odrodzenia Polski (1982)[9][10]
- Wpis do „Księgi zasłużonych dla województwa rzeszowskiego” (1974)[2]
- Wpis do „Księgi zasłużonych dla województwa krośnieńskiego” (1976, w gronie pierwszych trzydziestu wyróżnionych osób)[11]
- Odznaka honorowa „Za zasługi dla Województwa Krośnieńskiego” (1979)[12]